# アグアスカリエンテス
アグアスカリエンテス (Aguascalientes) はメキシコ中西部のサン・ペドロ（アグアスカリエンテス）川沿いにある標高1888メートルの高地に位置する都市である。1575年10月22日に建設された。1835年に隣のサカテカス州から分離したアグアスカリエンテス州の州都である。2012年の統計によると、アグアスカリエンテスの人口は約93万人だった。メキシコでは人口増加率の高い都市のひとつ。
アグアスカリエンテスとはスペイン語で「熱い水（熱水泉、温泉）」を意味する。1575年に都市が建設されたとき、その豊富な湯量のためにこの名がつけられた。また、“夕日”が美しい事でも有名である。
毎年4月後半から5月第1週にかけて、メキシコ全国でも有名なサン・マルコス祭 (Feria Nacional de San Marcos) が開催される（聖マルコの祝日である4月25日を中心とする）。この時期のホテルは非常に取り辛くなる。
アグアスカリエンテスには大学が数多くあり、教育熱心な州としてしられており、毎年メキシコで住みたい都市の上位にランキングされている。

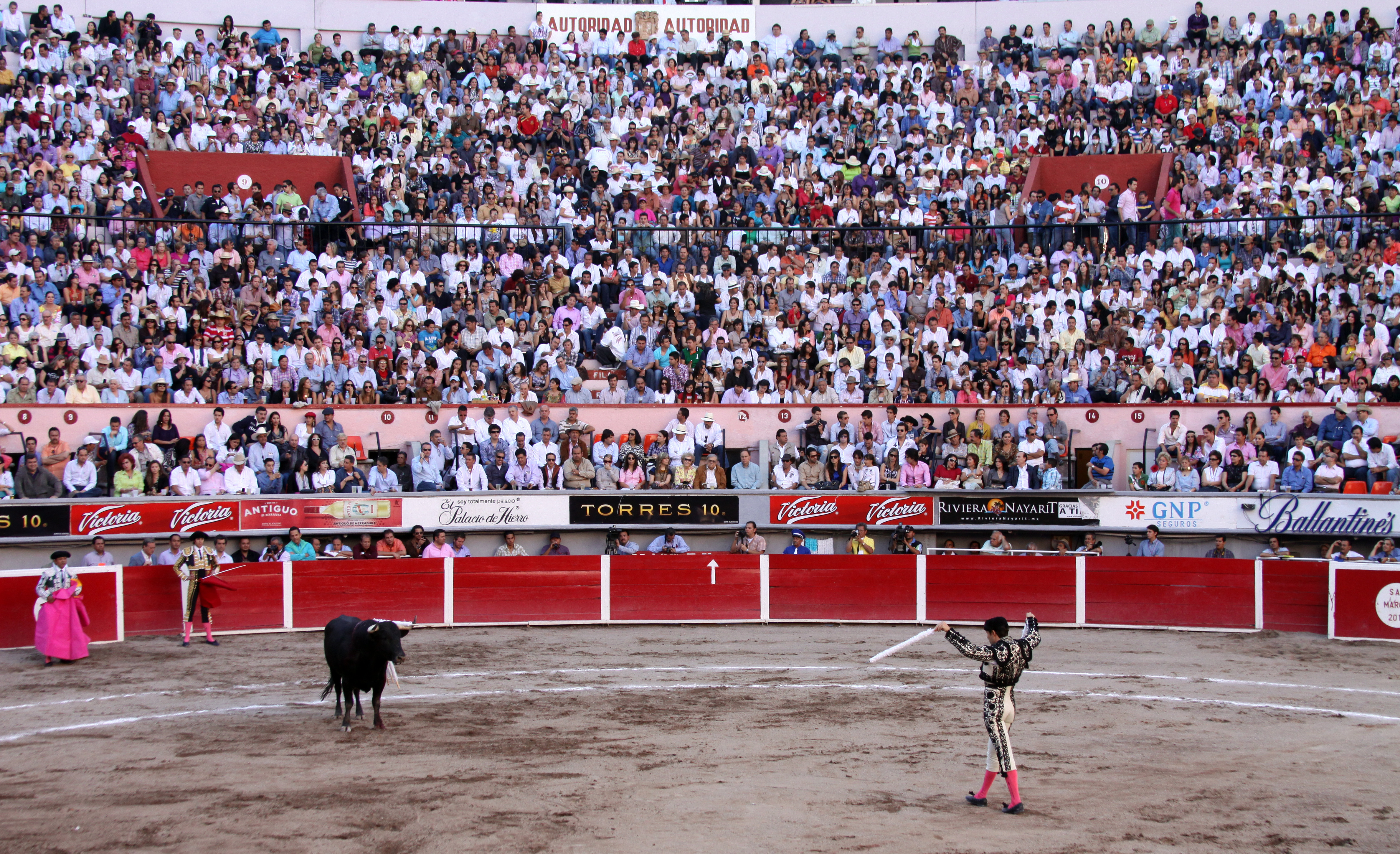
サン・マルコス祭 (Feria de San Marcos) における闘牛

## 歴史
アグアスカリエンテスは、1575年10月22日、サカテカスとメキシコシティの都市間の郵便サービスの休息所としてJuan de Montoroによって設立された。創設者は大都市になることを想定していなかったが、1835年にその土地が隣接するサカテカスから分離されたときに、新しく形成された同名の州の州都となった。州がサカテカスから分離した際、アグアスカリエンテスはサカテカスよりも発展し、サカテカス州は、アグアスカリエンテスと比較して発展が遅れた。
歴史上アグアスカリエンテスは、メキシコ革命中の1914年にアグアスカリエンテス会議が開催されたことで知られる。ビクトリアーノ・ウエルタ大統領を辞職させた革命軍諸派はアグアスカリエンテスで会議を開いたが、主にパンチョ・ビリャを中心とする会議は国家の主権が自身にあることを宣言し、メキシコシティに入って会議派(convencionalista)の政府を建てた。ベヌスティアーノ・カランサの率いる護憲派(constitucionalista)はこれに反対してベラクルスで政府を建て、両政府の間で戦闘が発生した。内戦は1917年に護憲派の勝利でいったん終結したが、ビリャ派はチワワ州、サパタ派はモレロス州で活動を続けた。

### 地区
アグアスカリエンテスの歴史的中心部は、4つの異なる地域を起源とする。これらの中で最も古いものは、アグアスカリエンテスよりも技術的に古いエンシノ地区(Barrio del Encino)である。アンダルシア出身のエルナン・ゴンサレス・ベロカルにより1565年に設立されたこの地区は、もともとスペインのセビリアのトリアナ地区にちなんでトリアナという名前で呼ばれていた。エンシノ地区は、1773年と1796年の間に建てられたカトリック教会であるバロック様式のセニョール・デル・エンシノ聖堂(Templo del Señor del Encino)があるエリアである。エンシノの黒いキリスト（Cristo Negro del Encino）は、この近郊の広く崇拝された宗教的偶像の象徴である。植民地時代の広場と聖堂に隣接するホセ・グアダルーペ・ポサダ博物館は、市内の主要観光スポットの1つである。
2つ目の地区は、当時村であったアグアスカリエンテスの郊外の先住民族の居住地として、17世紀初めのルーツを持つサン・マルコス地区(Barrio de San Marcos)である。1628年から1688年の間、共同体の一部がコミュニティに割り当てられたが、先住民族は依然としてスペインの所有農場で働き、アグアスカリエンテスで売る商品を生産していた。一方、彼らは簡易な病院とチャペルの建設を組織した。この最初のチャペルは、1763年12月15日に完成した現在のサン・マルコス聖堂(Templo de San Marcos)に建て替えられた。この教会は、その近所エリアを有名にしているサン・マルコス祭(Feria Nacional de San Marco)の信仰の中心である。
3つ目の地区は、18世紀後半にアグアスカリエンテスからハルパやサカテカスに至る道に沿って、一連の店舗や取引所として開発が開始された、グアダルーペ地区(Barrio de Guadalupe)である。近くにある象徴的なグアダルーペ聖堂(Templo de Guadalupe)は、1767年と1789年の間に建設された。そのスペインのバロック様式のファサードとタラベラのタイルが並んでいるドームにより、よく知られている。特にメキシコ中央製造所(Fundición Central Mexicana)の設立後、近隣地区がすぐに発展した。20世紀初頭までに、その道端の宿屋はほとんどが家に改築され、サン・マルコス地区との境界線が不明確になった。
最後の4つ目の地区は、サルー地区(Barrio de la Salud)で、このエリアを襲った数多くの伝染病に対処して建てられ18世紀末まで発展した小さなチャペルと墓地に起源を持つ。墓掘り業者は、墓地の近くに家を建て、他の人々は開放地を利用して果樹園を創設した。果樹園は20世紀初頭に消滅し始めたが、この近郊の起源についての手がかりはまだ残っている。1つ目として、土地の境界線が、一般的に灌漑の溝となっていることは、今日の街の無計画な碁盤目状の通りでも見られることがある。2つ目が、シンプルなファサードを特徴とする主に一階建ての家により、このエリアの労働者階級の特徴を垣間見ることができる。
5つ目の地区のエスタシオン地区(Barrio de la Estación)は、街の起源となるエリア付近に集合している。しかし、この付近のエリアはかなり近代的で、19世紀末から数十年にかけて開発が進んだ。アグアスカリエンテスの歴史の中で重要な役割を果たしているが、エスタシオン地区は、当時の歴史的地区の一つとは、厳密には考えない。

## 治安状況
一部の地区を除き、メキシコの他の州都に比べ治安は安定している。但し、サン・マルコス祭の期間は治安が悪化する傾向にある。

## 交通機関
- アグアスカリエンテス国際空港：市中心部より30kmほど南に下った場所にある。小さい空港であるが、国際空港でアメリカのダラスやヒューストンから乗り入れ便がある。
- 鉄道：貨物鉄道のみ。移動手段はタクシー、バスのみ。

## 日本との関係
日産自動車、自動変速機を製造するジヤトコ、プレスメーカー最大手ユニプレス、マブチモーターの海外工場があり、そのため日本人学校も設置されている。2014年現在約800名の日本人が暮らしている。

## スポーツ
メキシコ・サッカーリーグに属するクルブ・ネカクサのホームタウンである。

## 気候
| アグアスカリエンテス (1951-2010)の気候 | アグアスカリエンテス (1951-2010)の気候 | アグアスカリエンテス (1951-2010)の気候 | アグアスカリエンテス (1951-2010)の気候 | アグアスカリエンテス (1951-2010)の気候 | アグアスカリエンテス (1951-2010)の気候 | アグアスカリエンテス (1951-2010)の気候 | アグアスカリエンテス (1951-2010)の気候 | アグアスカリエンテス (1951-2010)の気候 | アグアスカリエンテス (1951-2010)の気候 | アグアスカリエンテス (1951-2010)の気候 | アグアスカリエンテス (1951-2010)の気候 | アグアスカリエンテス (1951-2010)の気候 | アグアスカリエンテス (1951-2010)の気候 |
| 月                                     | 1月                                    | 2月                                    | 3月                                    | 4月                                    | 5月                                    | 6月                                    | 7月                                    | 8月                                    | 9月                                    | 10月                                   | 11月                                   | 12月                                   | 年                                     |
| -------------------------------------- | -------------------------------------- | -------------------------------------- | -------------------------------------- | -------------------------------------- | -------------------------------------- | -------------------------------------- | -------------------------------------- | -------------------------------------- | -------------------------------------- | -------------------------------------- | -------------------------------------- | -------------------------------------- | -------------------------------------- |
| 最高気温記録 °C （°F）                 | 29.5 (85.1)                            | 32.0 (89.6)                            | 34.0 (93.2)                            | 36.5 (97.7)                            | 39.5 (103.1)                           | 40.0 (104)                             | 36.0 (96.8)                            | 34.0 (93.2)                            | 36.0 (96.8)                            | 32.0 (89.6)                            | 31.0 (87.8)                            | 29.5 (85.1)                            | 40 (104)                               |
| 平均最高気温 °C （°F）                 | 22.3 (72.1)                            | 24.0 (75.2)                            | 26.5 (79.7)                            | 29.0 (84.2)                            | 30.7 (87.3)                            | 29.5 (85.1)                            | 27.3 (81.1)                            | 27.2 (81)                              | 26.3 (79.3)                            | 25.7 (78.3)                            | 24.6 (76.3)                            | 22.5 (72.5)                            | 26.3 (79.3)                            |
| 日平均気温 °C （°F）                   | 13.4 (56.1)                            | 15.0 (59)                              | 17.5 (63.5)                            | 20.3 (68.5)                            | 22.4 (72.3)                            | 22.5 (72.5)                            | 20.9 (69.6)                            | 20.8 (69.4)                            | 20.1 (68.2)                            | 18.5 (65.3)                            | 16.0 (60.8)                            | 14.0 (57.2)                            | 18.5 (65.3)                            |
| 平均最低気温 °C （°F）                 | 4.5 (40.1)                             | 5.9 (42.6)                             | 8.5 (47.3)                             | 11.5 (52.7)                            | 14.1 (57.4)                            | 15.4 (59.7)                            | 14.6 (58.3)                            | 14.5 (58.1)                            | 13.9 (57)                              | 11.2 (52.2)                            | 7.4 (45.3)                             | 5.4 (41.7)                             | 10.6 (51.1)                            |
| 最低気温記録 °C （°F）                 | −6.0 (21.2)                            | −7.0 (19.4)                            | −1.0 (30.2)                            | 1.0 (33.8)                             | 4.5 (40.1)                             | 6.0 (42.8)                             | 6.5 (43.7)                             | 9.0 (48.2)                             | 5.0 (41)                               | 0.0 (32)                               | −5.5 (22.1)                            | −5.0 (23)                              | −7 (19.4)                              |
| 雨量 mm （inch）                       | 14.1 (0.555)                           | 9.5 (0.374)                            | 4.3 (0.169)                            | 8.8 (0.346)                            | 17.9 (0.705)                           | 88.1 (3.469)                           | 119.9 (4.72)                           | 120.4 (4.74)                           | 90.1 (3.547)                           | 35.4 (1.394)                           | 10.3 (0.406)                           | 11.9 (0.469)                           | 530.7 (20.894)                         |
| 平均降雨日数 （≥0.1 mm）               | 2.4                                    | 1.5                                    | 1.0                                    | 1.6                                    | 3.6                                    | 9.7                                    | 13.5                                   | 13.2                                   | 9.5                                    | 4.9                                    | 1.6                                    | 2.2                                    | 64.7                                   |
| 出典：Servicio Meteorologico Nacional  |                                        |                                        |                                        |                                        |                                        |                                        |                                        |                                        |                                        |                                        |                                        |                                        |                                        |

## 主な出身者
- ヘスース・フルクトゥオーソ・コントレーラス（彫刻家）
- マヌエル・ポンセ（作曲家・音楽教師）
- ウィリアム・ヤーブロー（サッカー選手）